# بوب ملفين
بوب ملفين (بالإنجليزية: Bob Melvin) هو مدرب كرة القاعدة ‏ أمريكي، ولد في 28 أكتوبر 1961 في بالو ألتو في الولايات المتحدة.

## وصلات خارجية
- بوب ملفين على موقع دوري كرة القاعدة الرئيسي (الإنجليزية)
- بوب ملفين على موقعبيزبول رفرنس.كوم (الدوري الرئيسي) (الإنجليزية)
- بوب ملفين على موقعبيزبول رفرنس.كوم (الدوري الثانوي) (الإنجليزية)
- بوب ملفين على موقع إي إس بي إن.كوم (أم.أل.بي) (الإنجليزية)
- بوب ملفين على موقع مشجعي الرسوم البيانية (الإنجليزية)
- بوب ملفين على موقع إن إن دي بي (الإنجليزية)